# Challenger de Forli II 2022
El torneo Città di Forlì II 2022 fue un torneo de tenis perteneció al ATP Challenger Tour 2022 en la categoría Challenger 80. Se trató de la 4.ª edición, el torneo tuvo lugar en la ciudad de Forli (Italia), desde el 10 hasta el 16 de enero de 2022 sobre pista dura bajo techo.

## Jugadores participantes del cuadro de individuales
| Favorito | País                    | Jugador             | Rank1 | Posición en el torneo |
| -------- | ----------------------- | ------------------- | ----- | --------------------- |
| 1        | Bandera de Canadá       | Vasek Pospisil      | 133   | Cuartos de final      |
| 2        | Bandera de Francia      | Antoine Hoang       | 200   | Primera ronda         |
| 3        | Bandera del Reino Unido | Jay Clarke          | 215   | FINAL                 |
| 4        | Bandera de Rusia        | Pavel Kotov         | 225   | Primera ronda         |
| 5        | Bandera de Alemania     | Cedrik-Marcel Stebe | 227   | Segunda ronda         |
| 6        | Bandera de Uzbekistán   | Denis Istomin       | 254   | Primera ronda         |
| 7        | Bandera de Japón        | Kaichi Uchida       | 259   | Primera ronda         |
| 8        | Bandera del Reino Unido | Jack Draper         | 265   | CAMPEÓN               |

- 1 Se ha tomado en cuenta el ranking del 3 de enero de 2022.

### Otros participantes
Los siguientes jugadores recibieron una invitación (wild card), por lo tanto ingresan directamente al cuadro principal (WC):
- Matteo Gigante
- Stefano Napolitano
- Luca Potenza

Los siguientes jugadores ingresan al cuadro principal tras disputar el cuadro clasificatorio (Q):
- Adrian Andreev
- Gijs Brouwer
- Paul Jubb
- Aidan McHugh
- Aldin Šetkić
- Alexey Vatutin

## Campeones

### Individual Masculino
- Jack Draper derrotó en la final a  Jay Clarke, 6–3, 6–0

### Dobles Masculino
- Sadio Doumbia /  Fabien Reboul derrotaron en la final a  Nicolás Mejía /  Alexander Ritschard, 6–2, 6–3